# Espace urbain de Foix-Pamiers
Cet article court présente un sujet plus développé dans : Espace urbain.
L’espace urbain de Foix-Pamiers était un espace urbain français dans le département de l'Ariège. C'était en 1999 le 57e des 96 espaces urbains français par la population, il comportait alors 59 communes. 
L'INSEE a remplacé ce zonage en 2010 par l'aire urbaine de Foix et l'aire urbaine de Pamiers, composées respectivement de 17 et 29 communes ; puis en 2020 par l'aire d'attraction de Foix et l'aire d'attraction de Pamiers.